# Werner Brosda
Werner Brosda (* 28. Juni 1947) ist ein ehemaliger deutscher Fußballspieler. Der Mittelfeldspieler und Stürmer gewann mit den Vereinen VfL Osnabrück (1969/70) und Rot-Weiss Essen (1972/73) zweimal die Meisterschaften in der damaligen Zweitklassigkeit der Fußball-Regionalliga Nord beziehungsweise Fußball-Regionalliga West. Mit RW Essen absolvierte Brosda in der Saison 1973/74 vier Spiele in der Fußball-Bundesliga.

## Karriere
Brosda wechselte 1969 von der SpVgg Herten für ein Jahr in die Regionalliga Nord zum VfL Osnabrück. Er feierte dort unter Trainer Radoslav Momirski und an der Seite von Mitspielern wie Willi Mumme, Ulrich Kallius, Herbert Schröder, Harald Braner und Carsten Baumann den Gewinn der Meisterschaft, schaffte aber den Aufstieg in die Bundesliga nicht. In der Nordliga hatte Brosda in sieben Einsätzen ein Tor erzielt. In der Aufstiegsrunde kam er zu zwei weiteren Einsätzen gegen Arminia Bielefeld und den SV Alsenborn. Nach einem Jahr kehrte er ins Ruhrgebiet zurück und spielte für die soeben in die Regionalliga West aufgestiegene Westfalia Herne. In seiner ersten Saison für das Team vom Stadion am Schloss Strünkede, in der Spielzeit 1970/71 belegte er unter Trainer Werner Stahl und Mitspielern wie Jürgen Gelhaus, Karl-Heinz Dombrowski und Dieter Walendi den zwölften Platz. Brosda hatte alle 34 Rundenspiele absolviert und dabei 18 Tore erzielt. Debütiert hatte er am Starttag der Runde, den 16. August 1970, beim 1:0-Auswärtserfolg bei DJK Gütersloh als Siegtorschütze. Am vierten Spieltag, den 6. September, steuerte er einen Treffer zum 2:1-Heimerfolg vor 18.000 Zuschauern gegen den späteren Meister VfL Bochum bei. In seiner zweiten Spielzeit wurde Platz 14 belegt. Horst Wandolek hatte Trainer Herbert Burdenski ab Januar 1972 abgelöst. Brosda erzielte wiederum in 34 Ligaspielen neun Tore für die Westfalia. Nach dem letzten Spieltag, den 14. Mai 1972, nach einem 2:1-Heimerfolg gegen die SG Wattenscheid 09 verabschiedete sich Brosda nach insgesamt 68 Regionalligaspielen mit 27 Toren aus Herne und wechselte zum Ligarivalen Rot-Weiss Essen.
Für die Rot-Weissen von der Hafenstraße absolvierte er unter Trainer Horst Witzler und an der Seite von Mitspielern wie Dieter Bast, Wolfgang Rausch, Heinz Stauvermann, Günter Fürhoff, Horst Gecks, Willi Lippens und Diethelm Ferner 22 Spiele und erzielte zwei Tore. Er feierte 1972/73 die Meisterschaft und Essen gestaltete die Aufstiegsrunde gegen die Konkurrenten Darmstadt, Völklingen, Osnabrück und Wacker 04 Berlin positiv und erreichte mit 14:2 Punkten den Bundesligaaufstieg. Brosda hatte in drei Aufstiegsrundenspielen mitgewirkt. In der Folgesaison 1973/74 startete Brosda mit Essen in der Bundesliga, wo er in den vier ersten Rundenspielen gegen Offenbach (1:1), Mönchengladbach (2:6), Bayern München (0:2) und Fortuna Köln (0:2) zum Einsatz kam. Durch die negative Aussicht auf weitere Einsatzmöglichkeiten zog er den Weg zum Regionalligisten Eintracht Gelsenkirchen-Horst vor und debütierte bei der Elf vom Fürstenbergstadion bereits am 23. September 1973 bei der 1:2-Auswärtsniederlage gegen Rot-Weiß Lüdenscheid. Er belegte unter Trainer Kurt Zaro und Mitspielern wie Günter Thon, Hans-Jürgen Becher, Bernd Becker, Lothar Philipp und Ernst Schulte-Kellinghaus am Rundenende den 16. Rang und Horst stieg damit in die Amateurliga Westfalen ab. Brosda hatte in 26 Regionalligaspielen neun Tore für den im Juni 1973 nach Fusion zwischen STV Horst-Emscher und SG Eintracht Gelsenkirchen entstandenen Verein erzielt.
Zum Start der neu eingeführten 2. Fußball-Bundesliga ab der Saison 1974/75 unterschrieb er bei Arminia Bielefeld einen neuen Vertrag. Mit der Elf vom Stadion Alm spielte er unter Trainer Erhard Ahmann im Debütjahr der neuen Zweitklassigkeit im DFB-Bereich eine überraschend gute Saison und belegte am Rundenende mit Mitspielern wie Jürgen Gelsdorf, Volker Graul und Ewald Lienen den vierten Rang. Gestartet war er mit dem DSC am 3. August 1974 mit einem 1:1-Heimremis vor 19.000 Zuschauern gegen Borussia Dortmund. Brosda, er kam überwiegend im Mittelfeld zum Einsatz, hatte in 37 Ligaspielen fünf Tore erzielt. Mit dem Spiel am 12. Juni 1976 gegen den 1. FC Mülheim beendete er nach insgesamt 61 Zweitligaeinsätzen mit sechs Toren seine Aktivität bei Arminia Bielefeld und ging in das Amateurlager zurück. Er spielte danach noch fünf Jahre für den 1. FC Paderborn und ließ dann seine Karriere beim BV Bad Lippspringe ausklingen.